# Knodus victoriae
Knodus victoriae är en fiskart som först beskrevs av Steindachner, 1907.  Knodus victoriae ingår i släktet Knodus och familjen Characidae. Inga underarter finns listade i Catalogue of Life.